# إبراهيم الحلوة
إبراهيم الحلوة حارس سعودي سابق وداعية حالياً.
هو إبراهيم بن سليمان الحلوة من مواليد العاصمة الرياض عام 1391هـ حارس سابق لأندية الرياض والشباب والمنتخب السعودي.
وهو من عائلة رياضية، إذ أن شقيقه كان حارساً ايضاً في نادي الهلال ونادي الشعلة واسمه منصور الحلوة.
استمر إبراهيم في الملاعب لمدة تقارب الـ13 عاماً حصد خلال عدد من البطولات سواء على صعيد الاندية أو المنتخب، قبل أن يسلك طريق الدعوة إلى الإسلام.

## مسيرته الكروية
كان إبراهيم من أشهر حراس المرمى في حواري الرياض خلال منتصف الثمانينات الميلادية، وتهافتت عليه العروض من اندية العاصمة، حتى دخل في تجربة مع نادي الهلال عام 1406هـ تحت اشراف المدرب الشهير بروشتش الذي اوصى بضرورة التوقيع معه ولكن اختلاف مالي حوله لنادي الشباب الا ان اختلاف جديد جعله يرفض التوقيع ويعود لملاعب الحواري.
وفي عام 1407هـ قدم نادي الرياض عشرين ألف ريال مقابل التوقيع معه ووافق الحلوة وكان حينها يبلغ 17 عاماً, وتنبأ له مدرب الحراس بالرياض حينها المدرب الوطني عبد الله الكنج والد حارس المنتخب السابق محمد الخوجلي بمستقبل زاهر، وراهن على أنه سينضم للمنتخب سريعاً, وفعلاً أختير بعد فترة قصيرة ضمن منتخب الناشئين الذين حققوا كأس العالم باستكلندا ولكنه استبعد قبل تلك البطولة.
أصبح الحلوة حارس للفريق الأول بالرياض بعد ذلك، وكان مع نخبة من الجيل الذهبي الذين حققوا عدد من البطولات أبرزها كأس ولي العهد وكأس الاتحاد وانضم لصفوف المنتخب في كأس العالم 94 وكاس الخليج 95, ثم انتقل في عام 97 إلى نادي الشباب بسبب اختلافه مع إدارة الرياض.
وحقق الحلوة مع الشباب لقب كأس ولي العهد عام 99م قبل أن يختتم مسيرته الكروية.

## موقف طريف
يعد موقف الكلب الذي كان يطارد إبراهيم الحلوة في إحدى المباريات، من أشهر المواقف التي لا تنسى وتم تداولها على نطاق واسع حينها ولا زالت انتشارها مستمراً سواء على الصعيد المحلي والعالمي.
وهذا الموقف كان في عام 1416هـ حيث يشارك نادي الرياض في بطولة عربية في الأردن واقتحم كلب بوليسي الملعب وكان متجهاً خارج الملعب وتحرك الحلوة فلحقه الكلب، وكانت مطاردة شرسة وسجلت الكاميرا ذلك المشهد الطريف، وكان موقفاً طريفاً، كما أن هذه الحادثة عرضت على قناة الـ«سي إن إن» ضمن المواقف الطريفة.

## اعتزاله
في عام 1419هـ أعلن إبراهيم الحلوة قراراً مفاجئاً للوسط الرياضي بتركه الكرة للابد. واتجه للعمل كمغسل للاموات بدون مقابل مالي.
وقال حينها الحلوة في تصريحات صحفية «راجعت حساباتي بعد وفاة أعز الناس لي وهو عمي وكنت تأثرت كثيراً لفقده وبكيت كثيراً عند وضعه في المقبرة وأثناء الصلاة عليه، وكان لذلك أثر كبير فيّ ولمّا رأيت أن أحب الناس لي نضعه تحت الأرض ونهيل عليه التراب عرفت حقيقة هذه الدنيا أنك مهما كنت مصيرك إلى المقبرة».
وفي عام 1434هـ أبت الصدفة أن يلتقي الحلوة برفيق دربه قائد فريق الرياض السابق فهد الحمدان ولكن بعد أن توفي الأخير، حيث قام الحلوة بتغسيل وتكفين رفيق دربه والدموع تنهمر من عينيه على ذكريات مواسم رياضية كان خلالها الثنائي من ابرز نجوم الكرة السعودية

## إسهاماته الرياضية
- مع نادي الرياض:
- الحصول على كأس ولي العهد عام 1414
- المركز الثاني في كأس دوري خادم الحرمين الشريفين عام 1414
- الحصول على كأس الاتحاد السعودي 1415
- وصيف كأس ولي العهد 1415
- بطولة النخبة العربية المركز الثاني 1416
- المشاركة مع الرياض في كأس الكؤوس الآسيوية 1416 عندما أقصى كاظمة الكويتي وتأهل لنصف النهائي ليلاقي الطلبة العراقي ولكن انسحب الرياض من البطولة.

- مع نادي الشباب:
- الحصول على كأس ولي العهد 1419هـ.
- وصيف بطولة الدوري عام 1418هـ.

- مع المنتخب السعودي:
- المشاركة كأس العالم 94 بأمريكا
- تحقيق لقب كأس الخليج لأول مرة عام 95

## وصلات خارجية ومصادر
- كلب يعتدي على حارس نادي الرياض إبراهيم الحلوة على يوتيوب
- حوار مع الحارس السابق إبراهيم الحلوة
- قصة هجره للملاعب والعمل كمغسل للاموات

## روابط خارجية
- إبراهيم الحلوة على موقع الاتحاد الدولي (مؤرشف)  (الإنجليزية)
- إبراهيم الحلوة على موقع قاعدة بيانات كرة القدم.إي يو (الإنجليزية)
- إبراهيم الحلوة على موقع ناشيونال فوتبول تيمز (الإنجليزية)
- إبراهيم الحلوة على موقع عالم كرة القدم.نت (الإنجليزية)